# Camino de Santiago (Film)
Camino de Santiago ist ein Schweizer Dokumentarfilm von Jonas Frei und Manuel Schweizer aus dem Jahr 2015. Der Kinostart in der Schweiz war am 26. März 2015 durch MovieBiz Films, in Deutschland am 4. Juni 2015 durch Farbfilm Verleih und in Österreich am 10. Juli 2015 durch ThimFilm.

## Inhalt
Der Film folgt Wanderern auf dem traditionellen Jakobsweg nach Santiago de Compostela durch Frankreich und Spanien und befragt sie nach deren Motivation. Religiöse Pilger sind inzwischen die Ausnahme geworden, stattdessen wollen viele sich finden, suchen die Einsamkeit oder den Kontakt zu netten Menschen. Ein Herbergswirt berichtet von Wanderern, die abends angetrunken die anderen Gäste stören, ein anderer schimpft auf Touristen, die eine Pauschalreise mit Vollpension, aber nur eine kurze Strecke zu Fuß zurücklegen.

## Kritik
Der Filmdienst kritisierte, die „Vielfalt der Motivationen, auf dem Jakobsweg zu wandern“, würde im Film ebenso zu kurz kommen wie „eine kritische Analyse dieser Modeerscheinung“. Stattdessen kämen „am Wegesrand weit mehr als 50 Protagonisten zu Wort, deren knappe Statements belanglose Momentaufnahmen“ bleiben, während die „geschnittene[n], pittoreske[n] Landschaftsaufnahmen jegliche Inspiration vermissen“ lasse.